# Portugisisk escudo
Portugisisk escudo (P$ - Escudo português) var den valuta som användes i Portugal fram till införandet av euron 2002. Valutakoden var PTE. 1 escudo motsvarade 100 centavos. 
Valutan infördes 1911 och ersatte den tidigare portugisiska realen med en kurs på 1 PTE = 1 000 real. Termen conto de réis, som motsvarade en miljon porto real, förkortades till conto och kom att användas för 1 000 PTE. Denna term används idag för att motsvara fem euro, då fem euro nästan exakt motsvarar en historisk conto i värde.
Vid övergången till euro fastställdes slutkursen 2002 till 1 EUR = 200,482 PTE.
Escudo var även namnet på valutan i en rad länder med anknytning till det portugisiska kolonialväldet.

## Användning
Valutan gavs ut av Banco de Portugal - BDP som grundades 1848 och ersatte den tidigare Companhia de Confiança Nacional. BDP har sitt huvudkontor i Lissabon och är medlem i Europeiska centralbankssystemet.

## Valörer
- Mynt: 1, 2,50, 5, 10, 20, 50, 100 och 200 escudos
- Underenhet: fanns ej, tidigare centavos
- Sedlar: 500, 1 000, 2 000, 5 000 och 10 000 escudos

## Historia
Efter införandet av republiken ersattes Real (plural: Rés), som hade varit standardvalutan i flera århundraden sedan 1433, den 26 maj 1911.
Orsakerna var å ena sidan namnet (real = "kungligt"), men å andra sidan defekter beträffande själva mynten, som hade ett mycket lågt värde i utrikeshandeln jämfört med andra valutor, som författarna till lager beskriver som "i allmänhet lika med eller högre än en franc". Växelkursen till escudon sattes till 1000,00 reais.
Escudon var uppdelad i 100 centavos. Priserna angavs med hjälp av Cifrão (grafiskt liknande dollartecknet, alltid skrivet med två streck) mellan siffrorna på escudos och centavos. Så "25$00" betydde ett belopp på 25 escudos. På grund av inflationen hade centavomynten för länge sedan slutat användas när övergången till euro ägde rum.
100 Rés kallades en tostão (plural tostões). Namnet överlevde införandet av escudon som valör för tio centavos och som en halv tostão för fem centavos. 2,5 escudomyntet kallades 25 tostões.
Större belopp uttrycktes vanligtvis på Conto, en inofficiell beräkningsenhet motsvarande 1 000 escudos. På grund av den relativt enkla växlingsfaktorn är termen conto fortfarande i bruk och är synonymt med fem euro (minimalt avrundat).
Den 1 januari 1999 fastställdes växelkursen för euron till 200,482 escudos den 1 januari 2002 ersattes escudomynt och escudosedlar med euro. Mynt löses inte längre in. Det var fortfarande möjligt att lösa in sedlar fram till den 28 februari 2022. Detta är nu inte längre möjligt heller.

## Källförteckning
Den här artikeln är helt eller delvis baserad på material från tyskspråkiga Wikipedia, Portugiesischer Escudo, 24 mars 2024.